# Bryn Terfel
Sir Bryn Terfel Jones, în lumea muzicală simplu Bryn Terfel, (n. 9 noiembrie 1965, Pant Glas⁠(d), Gwynedd, Țara Galilor, Regatul Unit) este un bas-bariton britanic, cunoscut ca interpret de muzică de operă și în concerte. Inițial a fost asociat cu roluri din operele lui Mozart, în special Nunta lui Figaro și Don Giovanni; ulterior a abordat roluri mai solicitante din operele lui Puccini și Wagner.